# Saitō (Klan)
Die Saitō (japanisch 齋藤氏, Saitō-shi) waren eine Familie des japanischen Schwertadels (Buke), die aus der Provinz Echizen stammte, sich vom Shinjufu-Shōgun Fujiwara no Toshihito ableitete und die bis zum Ende der Sengoku-Zeit eine Rolle spielte.

## Genealogie

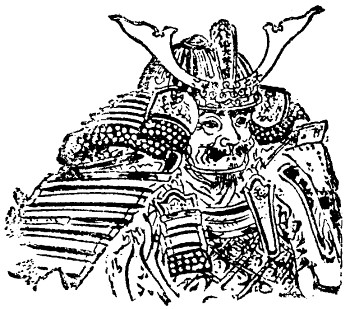
Saitō Sanemori

- Sanemori (実盛; 1111–1183) verließ die Provinz Echizen und etablierte sich in Nagai in der Provinz Musashi. Er diente Minamoto no Yoritomo, schloss sich aber nach dessen Tod 1160 Taira no Munemori (1147–1185) an. Er kämpfte unter ihm gegen Kiso Yoshinaka (木曾 義仲; 1154–1184), fiel dann in der Schlacht von Shinowara (Provinz Kaga).
- Toshimasa/Dōsan (利政/道三; 1494–1556), geboren in Kyōto, war ein Priester, der dann aber sein Kloster verließ und einen Handel mit Öl begann. Unter dem Schutz von Nagai Nagahiro (長井 長弘) wurde er von der Nishimura-Familie adoptiert und nannte sich Hidemoto. Er brachte Nagahiro um und nannte sich nun Nagai Toshimasa. Nicht zufrieden damit vertrieb er Toki Yoshinori, damals Gouverneur der Provinz Mino, und nahm den Namen Saitō an. Er bekriegte Oda Nobunaga, schloss aber aus Furcht vor einer Niederlage mit ihm Frieden und gab ihm seine Tochter zur Frau. Als sich sein adoptierter Sohn Yoshitatsu von ihm abwandte, griff Toshimasa ihn an. Er verlor aber den Kampf und wurde dabei getötet.
- Yoshitatsu (義龍; 1527–1561), adoptierter Sohn von Toki Yoshinori, tötete die Söhne Toshimasas und setzte sich mit Hilfe von Nagai Michitoshi (長井 道利; † 1571) gegen seinen Adoptivvater durch. Nobunaga dachte daran, seinen Schwiegervater zu rächen, scheute aber einen offenen Kampf mit Yoshitatsu.
- Tatsuoki (龍興; 1548–1573), Yoshiatsus Sohn, wurde von dann Nobunaga geschlagen und flüchtete. Damit verschwand der Name dieser Familie aus der Geschichte.